# ویلیام کریک، استرالیای جنوبی
ویلیام کریک (به انگلیسی: William Creek) یک منطقهٔ مسکونی در استرالیا است که در استرالیای جنوبی واقع شده‌است.